# Parapocryptes
Parapocryptes hay còn gọi là chi Cá kèo là một chi cá sông thuộc họ cá Oxudercidae trong Bộ Cá bống (Gobiiformes). Chúng là các loài bản địa của vùng Ấn Độ Dương đến phía Tây của Thái Bình Dương Ở Thái Lan, các loài trong chi Parapocryptes được gọi là plā th̀xng theī̀yw (tiếng Thái: ปลาท่องเที่ยว; nghĩa đen là "cá du ngoạn") và được sử dụng thông dụng làm thực phẩm

## Các loài
Hiện hành có 02 loài được ghi nhận trong chi này gồm:
- Parapocryptes rictuosus (Valenciennes, 1837)
- Parapocryptes serperaster (J. Richardson, 1846) hay còn gọi là cá kèo vảy to, phân biệt với cá kèo vảy nhỏ hay còn gọi là cá kèo (Pseudapocryptes elongatus)